# 양면 도기 회화

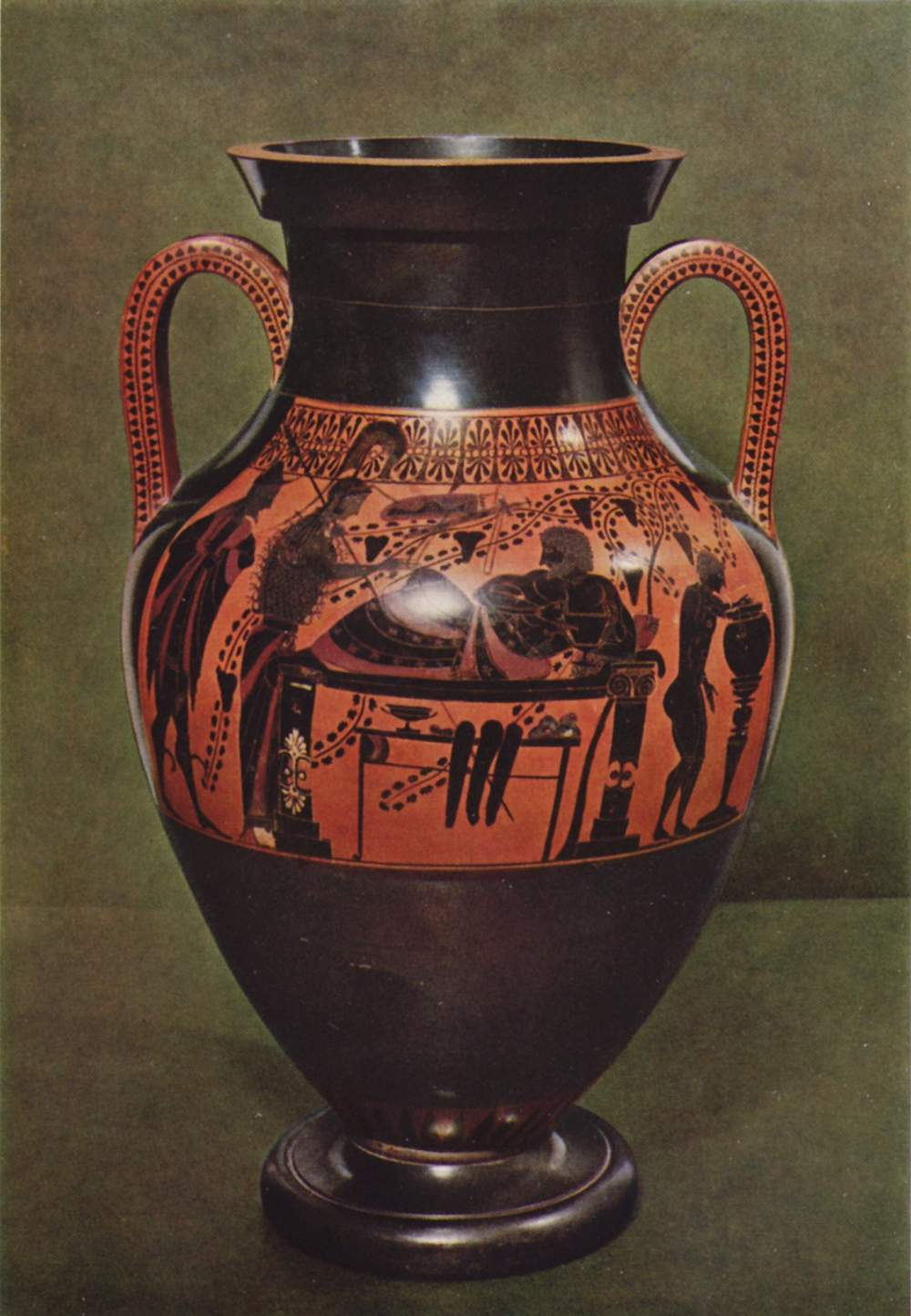
의자에 누운 헤라클레스. 안도키데스 화공의 일체형 암포라의 흑회 면에 새겨진 그림. 기원전 520년 / 510년경. 독일 뮌헨 국립 고미술품 박물관 소장.

양면 도기 회화는 고대 그리스 도기 회화의 특정 양식이다. 영어로는 '이중언어 도기'  (Bilingual vase)라 부르는데, 한 사람이 두 개의 언어를 쓰는 것을 이중언어라 부르듯, 양면 도기는 고대 그리스 도예의 주요 기법이었던 흑회식과 적회식 기법을 동시에 쓴 것을 말한다.
양면 도기는 기원전 6세기 후반부터 5세기 극초반까지의 시기에 나타나며, 이전까지 우위를 차지하던 흑회식 기법이 점차 적회식 기법으로 바뀌어 가던, 일종의 과도기가 잘 드러나 있는 도기이기도 하다. 양면 도기가 탄생하게 된 이유는 신기술이었던 적회식 기법이 시장에서도 환영받을지 불분명했기에, 두가지 기법을 동시에 쓰는 것으로 승부를 본 것으로 보이는데, 결과적으로 적회식 기법은 빠르게 자리를 잡게 된다.

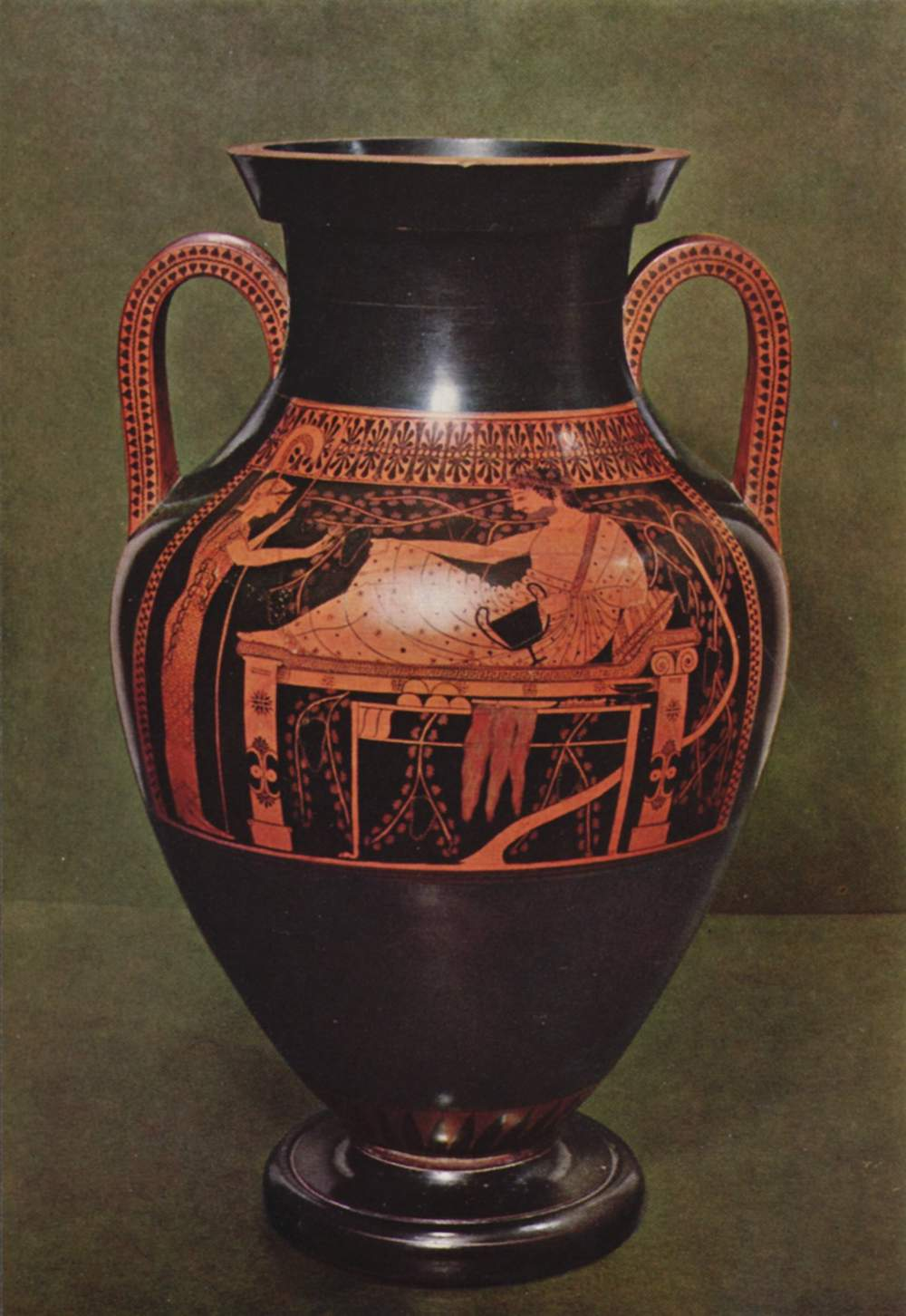
위 작품의 적회 면. 주제는 동일하다.

## 역사
양면 도기 회화는 일체형 암포라 B형이나 눈장식 술잔에 새긴 것이 거의 대부분이다. 어떤 경우에는 하나의 암포라에 똑같은 대상을 두 기법으로, 한 면에는 흑회식, 다른 한 면에는 적회식으로 제작하기도 했는데, 그 대표적인 예시가 안도키데스 화공이 제작한 일체형 암포라로 추정되는 안도키데스 화공의 일체형 암포라이다.
눈장식 술잔의 경우, 잔 안쪽에 흑회식 기법의 그림을 그려놓고, 바깥쪽에 적회식 기법으로 둘러싼 경우가 일반적이다. 이 원칙에서 벗어난 예시로는 팔레르모에서 출토된 안도키데스 화공의 킬릭스잔 (뮌헨 고미술품 박물관 소장번호 650번)이 있는데, 이 작품의 경우 잔의 외부를 둘로 갈라 한쪽은 흑회, 한쪽은 적회로 제작하였다.
양면 도기의 제작자로는 가장 유명한 안도키데스 화공을 제외하면 프시악스 (일체형 암포라)가 대표적이었으며, 에픽테토스와 올토스 (눈장식 술잔)도 꼽힌다. 일반적으로 한 명의 도공이 하나의 도자기를 맡는 만큼, 두가지 그림을 모두 그렸다는 것이 정설이지만, 일부 작품의 경우 두 사람이 맡은 것으로 보이는 등 논란의 여지가 있다. 이는 틍히 안도키데스 화공의 작품에 해당되는 이야기로, 일부 학자들은 흑회 쪽을 리시피데스 화공이 제작했다는 설을 지지하고 있다. 다만 반대로 리시피데스 화공이란 인물이 안도키데스 화공과 동일인물이라는 설도 제기되고 있다.

## 참고 문헌
- Irma Wehgartner: Bilingue Vasen, in Der Neue Pauly Vol. 2 (1997), Col. 677